# Academia Rondoniense de Letras
A Academia Rondoniense de Letras é uma entidade literária de âmbito local, com sede em Porto Velho, em Rondônia.

## História
Sua primeira reunião ocorreu em 17 de agosto de 2015 em Porto Velho. Esta é data de fundação. No entanto, a instalação da academia e a posse de seus membros ocorreu em 8 de abril de 2016, no Teatro Guaporé, ocasião em que discursaram: o fundador e presidente emérito, William Haverly Martins, o chanceler José Dettoni (em nome dos demais acadêmicos) e o presidente empossado, Júlio Olivar.

## Composição
A Academia é constituída de 40 cadeiras, mas atualmente apenas 28 estão preenchidas por nomes do cenário literário e cultural do estado. Cada cadeira tem como patrono nome ligado à história, às artes e à história de Rondônia. 

## Medalha institucional
Um dos atos da ARL foi a instituição da Medalha do Mérito Acadêmico Vespasiano Ramos, em alusão ao centenário de morte do poeta Vespasiano (1884/1916), considerado o precursor das letras em Rondônia. 

## Publicação
A revista da Academia Rondoniense de Letras é denominada Karipuna Kult e tem periodicidade bimestral.
Em 2018 foi publicada a coletânea “Prismas singulares”, obra que reuniu trabalhos literários, científicos e artes plásticas produzidos pelos membros da ARL. 